# 泽尔贝内堂区
泽尔贝内堂区是拉脱维亚維澤梅地区，采西斯市鎮的一个行政单位。是本市镇21个堂区之一。

## 旧皮耶巴尔加堂区内的城镇和村庄
泽尔贝内 - 堂区行政中心